# Queluz (Sintra)
Queluz (portugiesisch für: „welch’ Licht!“) ist eine portugiesische Stadt und gehört zum Kreis Sintra. Die Stadt hat 78.040 Einwohner auf einer Fläche von 7 km² und liegt etwa 15 km nordwestlich von Lissabon.

## Geschichte
Die Stadt (Cidade) wurde am 24. Juli 1997 aus den drei Gemeinden Massamá 28.176 Einwohner (2001), Monte Abraão 22.041 Einwohner (2001) und der gleichnamigen Gemeinde von Queluz gebildet. Die Gemeinde Queluz hatte eine Fläche von 3,6 km² und 27.913 Einwohner (2001).
Der Name der Stadt geht auf das hiesige Schloss von Queluz zurück, das seit Mitte des 18. Jahrhunderts Sommersitz des Königshauses Braganza war.
Seit der Gebietsreform vom 29. September 2013 gehört Queluz administrativ zur Gemeinde Queluz e Belas.

## Sehenswürdigkeiten
- Palácio Nacional de Queluz

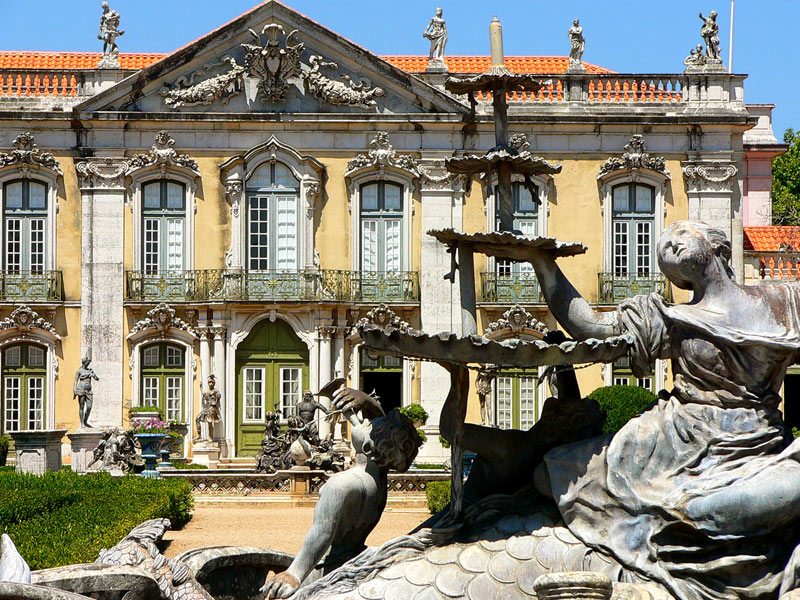
Palácio Nacional de Queluz

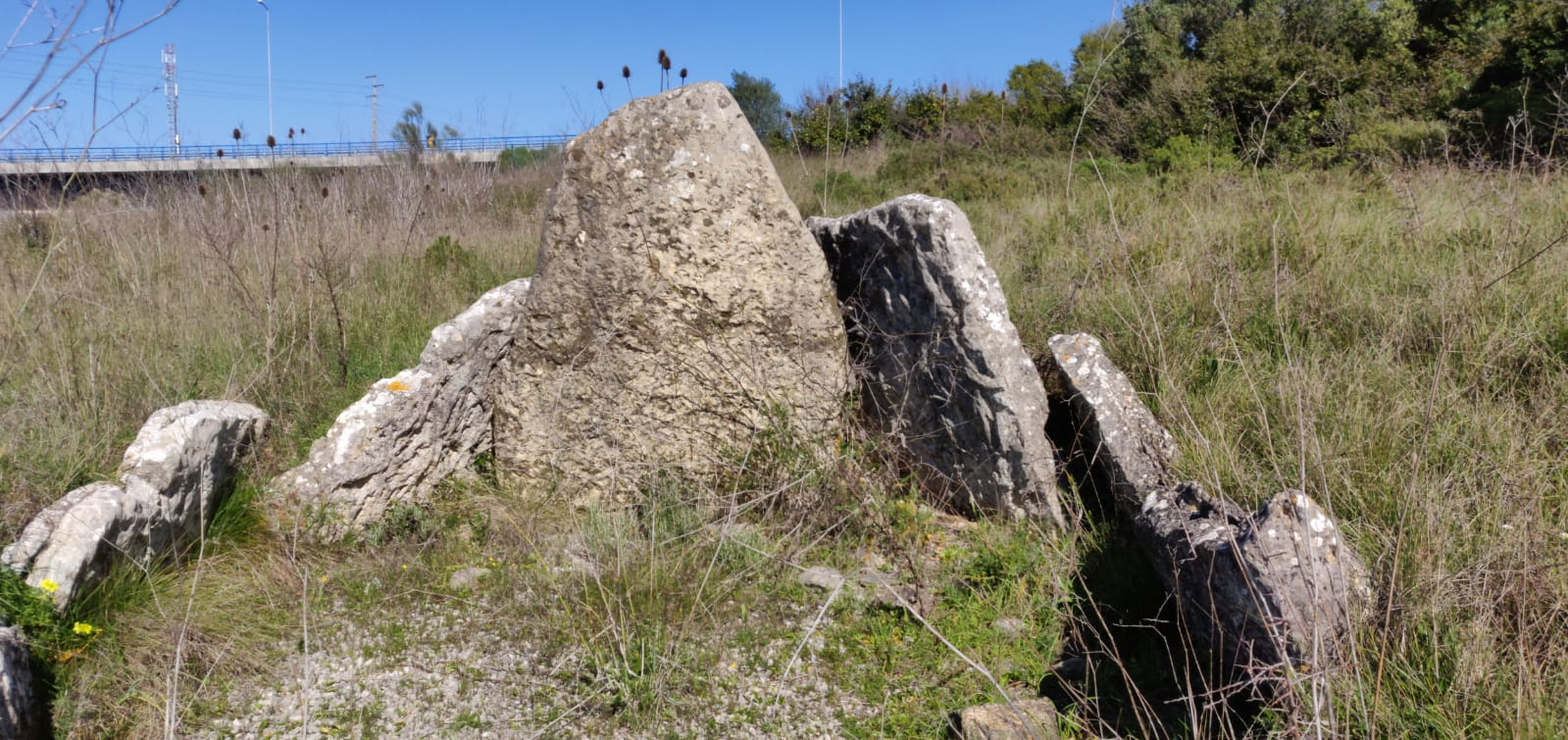
Anta da Estria

- Escola Portuguesa de Arte Equestre
- Anta da Estria

## Söhne und Töchter der Stadt
- Maria Theresia von Portugal (1793–1874), Infantin von Portugal
- Peter I. (1798–1834), Kaiser von Brasilien und König von Portugal
- Maria Isabella von Portugal (1797–1818), Infantin von Portugal und Königin von Spanien
- Maria Francisca von Portugal (1800–1834), Infantin von Portugal und Spanien, Gräfin von Molina
- Manuela Bravo (* 1957), Sängerin, vertrat Portugal beim Eurovision Song Contest 1979
- Dolores Silva (* 1991), Fußballnationalspielerin